# Distrito Sul (Israel)

Localização do Distrito Sul no território israelense

O Distrito Sul (hebraico: מחוז הדרום, Mehoz HaDarom) é um dos seis distritos administrativos de Israel, sendo o maior em termos de área territorial, bem como menos densamente povoado. Abrange a maior parte do deserto do Negueve, bem como o vale Arabah. A população do Distrito Sul é de 1,244,200 habitantes, sendo 86% de judeus e 14% árabes (a maioria muçulmanos). A capital do distrito é Bersebá, enquanto a maior cidade é Asdode.

## Sub-regiões administrativas
| Cidades | Conselhos locais | Conselhos regionais |
| --- | --- | --- |
| - Arad - Asdode - Ascalão - Bersebá - Dimona - Eilat - Netivot - Ofakim - Qiryat Gat - Qiryat Malakhi - Rahat - Sderot | - Ar'arat an-Naqab - Hura - Kuseife - Lakiya - Lehavim - Meitar - Mitzpe Ramon - Omer - Shaqib al-Salam - Tel as-Sabi - Yeruham | - Abu Basma - Be'er Tuvia - Bnei Shimon - Central Arava - Eshkol - Hevel Eilot - Hof Ascalão - Lakhish - Merhavim - Ramat HaNegev - Sdot Negev (Azata) - Sha'ar HaNegev - Shafir - Tamar - Yoav |